# Luxemburgische Radmeisterschaften im Zeitfahren 2017
Die Luxemburgischen Radmeisterschaften im Zeitfahren 2017 fanden am 21. Juni in Remerschen, einem Ortsteil der Gemeinde Schengen statt. In insgesamt sieben Fahrerkategorien wurden Titel im Einzelzeitfahren vergeben. Die Streckenlänge betrug im Allgemeinen 18,74 Kilometer, bei den Masters 9,37 Kilometer.

## Ergebnisse

### Männer
- Elite (über 22 Jahren) mit Kontrakt: Jempy Drucker (BMC) vor Bob Jungels (Quick-Step) und Alex Kirsch (Veranclassic)
- Elite ohne Kontrakt: Tim Diederich vor Ben Philippe und Paul Mreches
- Espoirs (unter 23 Jahren): Tom Wirtgen vor Michel Ries und Ivan Centrone
- Junioren: Arthur Kluckers vor Raphaël Kockelmann und Misch Leyder
- Masters: Christian Poos vor Daniel Bintz und Olivier Zirnheld

### Frauen
- Elite: Christine Majerus (Boels) vor Elise Maes (WNT) und Chantal Hoffmann (Lotto Soudal)
- Juniorinnen: Anne-Sophie Harsch